# Serrivomer lanceolatoides
Serrivomer lanceolatoides (Schmidt, 1916) è un pesce osseo marino appartenente alla famiglia Serrivomeridae.

## Distribuzione e habitat
L'areale di questa specie comprende l'Oceano Atlantico sia orientale che occidentale: sul lato americano è presente dalle coste statunitensi al 18º parallelo nord comprendendo le Bermuda e con un singolo individuo larvale catturato in Canada, sulle coste orientali la sua distribuzione va dallo stretto di Gibilterra alle isole del Capo Verde. Risulta presente nel mar Mediterraneo occidentale.
È una specie batipelagica che frequenta acque tra 150 e 2000 metri di profondità. Le forme giovanili si incontrano tra 650 e 850 metri. Non sembra effettuare migrazioni verticali giorno-notte (migrazione nictemerale) in nessuna fase vitale.

## Descrizione
Come tutti gli anguilliformi ha corpo molto allungato con le pinne dorsale, caudale e anale unite e pinne ventrali assenti. Le pinne pettorali sono piccole. La colorazione degli adulti è nero-brunastra.
La taglia massima nota è di 65 cm.

## Biologia
Pressoché ignota.

### Alimentazione
La dieta è basata su crostacei.

### Riproduzione
Nel mar dei Sargassi avviene tra marzo e agosto.

## Conservazione
S, lanceolatoides non ha nessun interesse per la pesca e per le sue abitudini batipelagiche non viene catturato nemmeno come bycatch. Sebbene la consistenza delle popolazioni sia ignota non si crede che subisca impatti dalle attività umane. Per questi motivi viene classificato dalla Lista rossa IUCN come "a rischio minimo".